# 马苏埃科斯
马苏埃科斯，是西班牙卡斯蒂利亚-拉曼恰瓜达拉哈拉省的一个市镇。总面积24平方公里，总人口344人（2001年），人口密度14人/平方公里。